# Elecciones parlamentarias de Chile de 1945
En las elecciones parlamentarias de 1945, correspondientes al período 1945-1949, se escogieron 147 diputados y se renovaron 25 de los 45 cupos de senador. La derecha, conformada por conservadores y liberales, logró imponerse esta vez a la radical-socialista Alianza Democrática, por un amplio margen, recuperando el control del Congreso. El mismo día se realizó una elección complementaria para elegir un senador en la 8° Agrupación Provincial (Biobío, Malleco y Cautín) producto del fallecimiento de Darío Barrueto Molinet.
Los partidos de gobierno se unieron en la Alianza Democrática, integrada por radicales, socialistas, democráticos y comunistas. La Falange Nacional integró en algunas circunscripciones listas comunes con la Alianza Democrática, y en otras pactó con la derecha.
El Partido Socialista Auténtico, partido escindido del Partido Socialista de Chile por una disputa entre las secciones de Marmaduque Grove y Salvador Allende, presentó listas propias en la mayoría del territorio, aliándose con la oposición en otras.
Durante estas elecciones el Partido Comunista de Chile se encontraba fuera de la legalidad por el decreto de Arturo Alessandri, llamado Ley de Seguridad Interior del Estado, que impedía la existencia de partidos revolucionarios. Por ello, concurrió a las elecciones bajo el nombre de Partido Progresista Nacional.
Tras la elección, el presidente Juan Antonio Ríos formó el 14 de mayo de 1945 un nuevo gabinete integrado por los partidos Radical, Democrático, Socialista Auténtico y Falange Nacional.

## Elección de laCámara de Diputados

### Resultados
| Partido                        | Sigla                  | Votos   | %?      | Dip.? | %?      | ± D.?       |
| ------------------------------ | ---------------------- | ------- | ------- | ----- | ------- | ----------- |
| Partido Conservador            | PCon                   | 106 264 | 23,62 % | 36    | 24,49 % | +4          |
| Partido Radical                | PR                     | 89 922  | 19,98 % | 39    | 26,53 % | -3          |
| Partido Liberal                | PL                     | 80 597  | 17,91 % | 31    | 21,09 % | +10         |
| Partido Progresista Nacional   | PPN                    | 46 133  | 10,25 % | 15    | 10,21 % | -1          |
| Partido Socialista             | PS                     | 32 314  | 7,18 %  | 6     | 4,08 %  | -11         |
| Partido Socialista Auténtico   | PSA                    | 25 104  | 5,58 %  | 3     | 2,04 %  |             |
| Partido Democrático            | PDo                    | 21 463  | 4,77 %  | 6     | 4,08 %  | Sin cambios |
| Falange Nacional               | FN                     | 11 565  | 2,57 %  | 3     | 2,04 %  | Sin cambios |
| Partido Liberal Progresista    | PLP                    | 9849    | 2,19 %  | 3     | 2,04 %  |             |
| Partido Agrario                | PA                     | 8750    | 1,94 %  | 3     | 2,04 %  | Sin cambios |
| Alianza Popular Libertadora    | APL                    | 6297    | 1,40 %  | 1     | 0,68 %  | Sin cambios |
| Partido Demócrata Nacionalista | PDN                    | 4952    | 1,10 %  | 1     | 0,68 %  | -1          |
| Partido Demócrata              | PDa                    | 2565    | 0,57 %  | 0     | 0,00 %  |             |
| Partido Laborista de Chile     | PLC                    | 130     | 0,03 %  | 0     | 0,00 %  |             |
| Independientes fuera de pacto  | Ind                    | 4025    | 0,90 %  | 0     | 0,00 %  |             |
| Total de votos válidos         | Total de votos válidos | 449 930 | 100 %   |       |         |             |

### Listado de diputados 1945-1949
| Departamentos                                      | N°  | Diputado                          | Partido |
| -------------------------------------------------- | --- | --------------------------------- | ------- |
| Arica Pisagua Iquique                              | 1   | Ricardo Fonseca Aguayo            | PPN     |
| Arica Pisagua Iquique                              | 2   | Luis Eduardo Undurraga Correa     | PL      |
| Arica Pisagua Iquique                              | 3   | Óscar Quina Pipper                | PR      |
| Arica Pisagua Iquique                              | 4   | Radomiro Tomic Romero             | FN      |
| Tocopilla El Loa Antofagasta Taltal                | 5   | Bernardo Leighton Guzmán          | FN      |
| Tocopilla El Loa Antofagasta Taltal                | 6   | Carlos Souper Maturana            | PL      |
| Tocopilla El Loa Antofagasta Taltal                | 7   | Bernardo Araya Zuleta             | PPN     |
| Tocopilla El Loa Antofagasta Taltal                | 8   | José Celestino Díaz Iturrieta     | PPN     |
| Tocopilla El Loa Antofagasta Taltal                | 9   | Víctor Contreras Tapia            | PPN     |
| Tocopilla El Loa Antofagasta Taltal                | 10  | Pedro Oyarzún Callejas            | PR      |
| Tocopilla El Loa Antofagasta Taltal                | 11  | Fernando Cisternas Ortíz          | PR      |
| Chañaral-Copiapó Freirina-Huasco                   | 12  | Carlos Melej Nazar                | PR      |
| Chañaral-Copiapó Freirina-Huasco                   | 13  | Andrés Walker Valdés              | PCon    |
| La Serena Coquimbo Elqui Ovalle Combarbalá Illapel | 14  | Gustavo Olivares Faúndez          | PR      |
| La Serena Coquimbo Elqui Ovalle Combarbalá Illapel | 15  | Edmundo Pizarro Cabezas           | PDa     |
| La Serena Coquimbo Elqui Ovalle Combarbalá Illapel | 16  | Hugo Alejandro Zepeda Barrios     | PL      |
| La Serena Coquimbo Elqui Ovalle Combarbalá Illapel | 17  | Raúl Marín Balmaceda              | PL      |
| La Serena Coquimbo Elqui Ovalle Combarbalá Illapel | 18  | Cipriano Pontigo Urrutia          | PPN     |
| La Serena Coquimbo Elqui Ovalle Combarbalá Illapel | 19  | Humberto Abarca Cabrera           | PPN     |
| La Serena Coquimbo Elqui Ovalle Combarbalá Illapel | 20  | Estenio Meza Castillo             | PS      |
| Petorca San Felipe Los Andes                       | 21  | Pedro Jara del Villar             | PR      |
| Petorca San Felipe Los Andes                       | 22  | José Alberto Echeverría Moorhouse | PCon    |
| Petorca San Felipe Los Andes                       | 23  | Marcelo Pizarro Herrera           | PL      |
| Valparaíso Quillota Limache                        | 24  | Raúl Le Roy Le Roy                | FN      |
| Valparaíso Quillota Limache                        | 25  | Francisco Palma Sanguinetti       | PCon    |
| Valparaíso Quillota Limache                        | 26  | Juan Escala Garnham               | PCon    |
| Valparaíso Quillota Limache                        | 27  | Alfredo Silva Carvallo            | PCon    |
| Valparaíso Quillota Limache                        | 28  | Alberto Ceardi Ferrer             | PCon    |
| Valparaíso Quillota Limache                        | 29  | Fernando Máximo Lorca Cortínez    | PL      |
| Valparaíso Quillota Limache                        | 30  | Fernando Vial Letelier            | PL      |
| Valparaíso Quillota Limache                        | 31  | Alfredo Escobar Zamora            | PPN     |
| Valparaíso Quillota Limache                        | 32  | Juan Vargas Puebla                | PPN     |
| Valparaíso Quillota Limache                        | 33  | Luis Bossay Leiva                 | PR      |
| Valparaíso Quillota Limache                        | 34  | Ismael Carrasco Rábago            | PR      |
| Valparaíso Quillota Limache                        | 35  | Alfredo Nazar Feres               | PSA     |
| 1.er. Distrito Metropolitano: Santiago             | 36  | Guillermo González Prats          | PCon    |
| 1.er. Distrito Metropolitano: Santiago             | 37  | Juan Antonio Coloma Mellado       | PCon    |
| 1.er. Distrito Metropolitano: Santiago             | 38  | Enrique Cañas Flores              | PCon    |
| 1.er. Distrito Metropolitano: Santiago             | 39  | José Domínguez Echenique          | PCon    |
| 1.er. Distrito Metropolitano: Santiago             | 40  | Arturo Droguett del Fierro        | PCon    |
| 1.er. Distrito Metropolitano: Santiago             | 41  | Pedro Cárdenas Núñez              | PDo     |
| 1.er. Distrito Metropolitano: Santiago             | 42  | Roberto Barros Torres             | PL      |
| 1.er. Distrito Metropolitano: Santiago             | 43  | Carlos Atienza Pedraza            | PL      |
| 1.er. Distrito Metropolitano: Santiago             | 44  | Paul Aldunate Phillips            | PL      |
| 1.er. Distrito Metropolitano: Santiago             | 45  | Cesar Godoy Urrutia               | PPN     |
| 1.er. Distrito Metropolitano: Santiago             | 46  | Andrés Escobar Díaz               | PPN     |
| 1.er. Distrito Metropolitano: Santiago             | 47  | Alejandro Ríos Valdivia           | PR      |
| 1.er. Distrito Metropolitano: Santiago             | 48  | Ángel Faivovich Hitzcovich        | PR      |
| 1.er. Distrito Metropolitano: Santiago             | 49  | Isidoro Muñoz Alegría             | PR      |
| 1.er. Distrito Metropolitano: Santiago             | 50  | Manuel Cabezón Díaz               | PR      |
| 1.er. Distrito Metropolitano: Santiago             | 51  | Juan Rossetti Colombino           | PS      |
| 1.er. Distrito Metropolitano: Santiago             | 52  | Astolfo Tapia Moore               | PS      |
| 1.er. Distrito Metropolitano: Santiago             | 53  | Luis González Olivares            | PS      |
| 2.º. Distrito Metropolitano: Talagante             | 54  | Enrique Alcalde Cruchaga          | PCon    |
| 2.º. Distrito Metropolitano: Talagante             | 55  | Juan Valdés Riesco                | PCon    |
| 2.º. Distrito Metropolitano: Talagante             | 56  | Óscar Baeza Herrera               | PPN     |
| 2.º. Distrito Metropolitano: Talagante             | 57  | Miguel Luis Amunátegui Johnson    | PL      |
| 2.º. Distrito Metropolitano: Talagante             | 58  | Ramiro Sepúlveda Aguilar          | PS      |
| 3.er. Distrito Metropolitano: Puente Alto          | 59  | Julio Pereira Larraín             | PCon    |
| 3.er. Distrito Metropolitano: Puente Alto          | 60  | Luis Arturo Gardeweg Villegas     | PCon    |
| 3.er. Distrito Metropolitano: Puente Alto          | 61  | Hermes Ahumada Pacheco            | PR      |
| 3.er. Distrito Metropolitano: Puente Alto          | 62  | Raúl Vives Vives                  | PL      |
| 3.er. Distrito Metropolitano: Puente Alto          | 63  | Carlos Cifuentes Sobarzo          | PDo     |
| Melipilla San Bernardo San Antonio                 | 64  | Sergio Fernández Larraín          | PCon    |
| Melipilla San Bernardo San Antonio                 | 65  | Luis Valdés Larraín               | PCon    |
| Melipilla San Bernardo San Antonio                 | 66  | Luis Valenzuela Valenzuela        | PPN     |
| Melipilla San Bernardo San Antonio                 | 67  | Enrique Madrid Osorio             | PL      |
| Melipilla San Bernardo San Antonio                 | 68  | Raúl Brañes Farmer                | PR      |
| Rancagua Cachapoal Caupolicán San Vicente          | 69  | Salvador Correa Larraín           | PCon    |
| Rancagua Cachapoal Caupolicán San Vicente          | 70  | Francisco Labbé Labbé             | PCon    |
| Rancagua Cachapoal Caupolicán San Vicente          | 71  | Humberto Yáñez Velasco            | PL      |
| Rancagua Cachapoal Caupolicán San Vicente          | 72  | Fernando Morandé Dávila           | PL      |
| Rancagua Cachapoal Caupolicán San Vicente          | 73  | Sebastián Santandreu Herrera      | PSA     |
| Rancagua Cachapoal Caupolicán San Vicente          | 74  | Carlos Rosales Gutiérrez          | PPN     |
| San Fernando Santa Cruz Cardenal Caro              | 75  | Francisco Bulnes Sanfuentes       | PCon    |
| San Fernando Santa Cruz Cardenal Caro              | 76  | Ismael Pereira Lyon               | PCon    |
| San Fernando Santa Cruz Cardenal Caro              | 77  | Eduardo Mella Mella               | PR      |
| San Fernando Santa Cruz Cardenal Caro              | 78  | Jorge Errázuriz Echenique         | PL      |
| Curicó Mataquito                                   | 79  | Luis Cabrera Ferrada              | PCon    |
| Curicó Mataquito                                   | 80  | René Benedicto León Echaiz        | PL      |
| Curicó Mataquito                                   | 81  | Raúl Juliet Gómez                 | PR      |
| Talca Lontué Curepto                               | 82  | Juan de Dios Reyes Moya           | PCon    |
| Talca Lontué Curepto                               | 83  | Camilo Prieto Concha              | PCon    |
| Talca Lontué Curepto                               | 84  | Guillermo Donoso Vergara          | PL      |
| Talca Lontué Curepto                               | 85  | Óscar Commentz Vaccaro            | PL      |
| Talca Lontué Curepto                               | 86  | Marcelo Ruiz Solar                | PR      |
| Constitución Cauquenes Chanco                      | 87  | Eduardo Alessandri Rodríguez      | PL      |
| Constitución Cauquenes Chanco                      | 88  | Raúl Irarrázaval Lecaros          | PCon    |
| Constitución Cauquenes Chanco                      | 89  | Amílcar Chiorrini Alveti          | PR      |
| Linares Parral Loncomilla                          | 90  | Alberto del Pedregal Artigas      | PA      |
| Linares Parral Loncomilla                          | 91  | Pedro Opaso Cousiño               | PL      |
| Linares Parral Loncomilla                          | 92  | Carlos Rozas Larraín              | PCon    |
| Linares Parral Loncomilla                          | 93  | Alejandro Vivanco Sepúlveda       | PR      |
| Itata San Carlos                                   | 94  | Lucio Aníbal Concha Molina        | PCon    |
| Itata San Carlos                                   | 95  | Manuel Montt Lehuedé              | PL      |
| Itata San Carlos                                   | 96  | Carlos Montané Castro             | PR      |
| Chillán Yungay Bulnes                              | 97  | Carlos Izquierdo Edwards          | PCon    |
| Chillán Yungay Bulnes                              | 98  | Rafael Cifuentes Latham           | PCon    |
| Chillán Yungay Bulnes                              | 99  | Ignacio Urrutia de la Sotta       | PL      |
| Chillán Yungay Bulnes                              | 100 | Orlando Sandoval Vargas           | PR      |
| Chillán Yungay Bulnes                              | 101 | Roberto Gómez Pérez               | PR      |
| Tomé Concepción Talcahuano Coronel Yumbel          | 102 | Enrique Curti Cannobio            | PCon    |
| Tomé Concepción Talcahuano Coronel Yumbel          | 103 | Luis Luco Cruchaga                | PDo     |
| Tomé Concepción Talcahuano Coronel Yumbel          | 104 | Dionisio Garrido Segura           | PDo     |
| Tomé Concepción Talcahuano Coronel Yumbel          | 105 | Víctor Santa Cruz Serrano         | PL      |
| Tomé Concepción Talcahuano Coronel Yumbel          | 106 | Damián Uribe Cárdenas             | PPN     |
| Tomé Concepción Talcahuano Coronel Yumbel          | 107 | Ángel Muñoz García                | PR      |
| Tomé Concepción Talcahuano Coronel Yumbel          | 108 | Lionel Edwards Atherton           | PR      |
| Tomé Concepción Talcahuano Coronel Yumbel          | 109 | Fernando Maira Castellón          | PR      |
| Tomé Concepción Talcahuano Coronel Yumbel          | 110 | Natalio Berman Berman             | PPN     |
| Arauco Lebu-Cañete                                 | 111 | Luis Martínez Saravia             | PR      |
| Arauco Lebu-Cañete                                 | 112 | Manuel Montalva Vega              | PCon    |
| La Laja Nacimiento Mulchén                         | 113 | Manuel Moller Bordeu              | PR      |
| La Laja Nacimiento Mulchén                         | 114 | Mario Ríos Padilla                | PCon    |
| La Laja Nacimiento Mulchén                         | 115 | Julio René De La Jara Zúñiga      | PL      |
| La Laja Nacimiento Mulchén                         | 116 | Héctor Barrueto Hermosilla        | PR      |
| Angol Collipulli Traiguén Victoria Curacautín      | 117 | Osvaldo García Burr               | PL      |
| Angol Collipulli Traiguén Victoria Curacautín      | 118 | Lisandro Fuentealba Troncoso      | PL      |
| Angol Collipulli Traiguén Victoria Curacautín      | 119 | José Manuel Huerta Maturana       | PL      |
| Angol Collipulli Traiguén Victoria Curacautín      | 120 | Juan Arnoldo Smitmans López       | PLP     |
| Angol Collipulli Traiguén Victoria Curacautín      | 121 | José Osorio Navarrete             | PR      |
| Angol Collipulli Traiguén Victoria Curacautín      | 122 | Manuel Uribe Barra                | PR      |
| Lautaro Temuco Imperial Pitrufquén Villarrica      | 123 | Venancio Coñuepán Huenchual       | APL     |
| Lautaro Temuco Imperial Pitrufquén Villarrica      | 124 | Julián Abel Echavarrí Elorza      | PA      |
| Lautaro Temuco Imperial Pitrufquén Villarrica      | 125 | Juan Bautista Chesta Pastoureaud  | PA      |
| Lautaro Temuco Imperial Pitrufquén Villarrica      | 126 | Gustavo Loyola Vásquez            | PCon    |
| Lautaro Temuco Imperial Pitrufquén Villarrica      | 127 | Moisés Ríos Echagüe               | PDo     |
| Lautaro Temuco Imperial Pitrufquén Villarrica      | 128 | Roberto Gutiérrez Prieto          | PDo     |
| Lautaro Temuco Imperial Pitrufquén Villarrica      | 129 | Alfonso Salazar Ravanal           | PL      |
| Lautaro Temuco Imperial Pitrufquén Villarrica      | 130 | Julio Durán Neumann               | PR      |
| Lautaro Temuco Imperial Pitrufquén Villarrica      | 131 | Carlos Ferreira Martínez          | PR      |
| Lautaro Temuco Imperial Pitrufquén Villarrica      | 132 | Armando Holzapfel Álvarez         | PR      |
| Valdivia Panguipulli La Unión Río Bueno            | 133 | Jorge Bustos León                 | PLP     |
| Valdivia Panguipulli La Unión Río Bueno            | 134 | Carlos Acharán Pérez de Arce      | PL      |
| Valdivia Panguipulli La Unión Río Bueno            | 135 | Carlos Moyano Fuschlocher         | PR      |
| Valdivia Panguipulli La Unión Río Bueno            | 136 | Juan Pulgar Montoya               | PR      |
| Valdivia Panguipulli La Unión Río Bueno            | 137 | Clemente Escobar Delgado          | PSA     |
| Osorno Río Negro                                   | 138 | Félix Calderón Barrientos         | PR      |
| Osorno Río Negro                                   | 139 | Quintín Barrientos Villalobos     | PR      |
| Osorno Río Negro                                   | 140 | Ricardo Herrera Lira              | PCon    |
| Llanquihue-Puerto Varas Maullín-Calbuco Aysén      | 141 | Alfredo Brahm Appel               | PCon    |
| Llanquihue-Puerto Varas Maullín-Calbuco Aysén      | 142 | Pedro Medina Romero               | PR      |
| Llanquihue-Puerto Varas Maullín-Calbuco Aysén      | 143 | Alfonso Campos Menéndez           | PL      |
| Ancud Castro Quinchao                              | 144 | Juan Rafael del Canto Medán       | PLP     |
| Ancud Castro Quinchao                              | 145 | Héctor Alejandro Correa Letelier  | PCon    |
| Ancud Castro Quinchao                              | 146 | Exequiel González Madariaga       | PR      |
| Magallanes                                         | 147 | Juan Efraín Ojeda Ojeda           | PS      |

#### Presidentes de la Cámara de Diputados
| Inicio             | Término            | Presidente | Presidente                  | Partido | Partido |
| ------------------ | ------------------ | ---------- | --------------------------- | ------- | ------- |
| 15 de mayo de 1945 | 15 de mayo de 1949 |            | Juan Antonio Coloma Mellado |         | PCon    |

## Elección delSenado

### Resultados
| Partido                      | Sigla                  | Votos   | %?     | Sen.? |
| ---------------------------- | ---------------------- | ------- | ------ | ----- |
| Partido Conservador          | PCon                   | 49 983  | 23,12% | 5     |
| Partido Radical              | PR                     | 47 921  | 22,16% | 7     |
| Partido Liberal              | PL                     | 40 852  | 18,89% | 6     |
| Partido Progresista Nacional | PPN                    | 22 730  | 10,51% | 3     |
| Partido Socialista           | PS                     | 16 664  | 7,71%  | 2     |
| Partido Socialista Auténtico | PSA                    | 14 959  | 6,92%  | 0     |
| Partido Democrático          | PDo                    | 14 174  | 6,56%  | 1     |
| Partido Liberal Progresista  | PLP                    | 8715    | 4,03%  | 1     |
| Partido Agrario              | PA                     | 213     | 0,09%  | 0     |
| Total de votos válidos       | Total de votos válidos | 216 211 | 100 %  |       |

### Listado de senadores 1945-1949
Las agrupaciones provinciales que escogían senadores en esta elección para el período 1945-1953 fueron: Tarapacá y Antofagasta; Aconcagua y Valparaíso; O'Higgins y Colchagua; Ñuble, Concepción y Arauco; Valdivia, Osorno, Llanquihue, Chiloé, Aysén y Magallanes.
En el cuadro de distribución se encuentran marcados en celdas amarillas y negrilla aquellos escaños que se eligieron en esta elección. Aquellas provincias que se encuentran de color celeste en el listado que a continuación se entrega, corresponden a los senadores del período 1941-1949.
| Provincias                                  | N° | Senador                       | Partido |
| ------------------------------------------- | -- | ----------------------------- | ------- |
| Tarapacá Antofagasta                        | 1  | Fernando Alessandri Rodríguez | PL      |
| Tarapacá Antofagasta                        | 2  | Gabriel González Videla       | PR      |
| Tarapacá Antofagasta                        | 3  | Elías Lafertte Gaviño         | PPN     |
| Tarapacá Antofagasta                        | 4  | Pedro Opitz Velásquez         | PR      |
| Tarapacá Antofagasta                        | 5  | Neftalí Reyes Basoalto        | PPN     |
| Atacama Coquimbo                            | 6  | Humberto Álvarez Suárez       | PR      |
| Atacama Coquimbo                            | 7  | Isauro Torres Cereceda        | PR      |
| Atacama Coquimbo                            | 8  | Hernán Videla Lira            | PL      |
| Atacama Coquimbo                            | 9  | Eliodoro Domínguez Domínguez  | PSA     |
| Atacama Coquimbo                            | 10 | Guillermo Guevara Vargas      | PPN     |
| Aconcagua Valparaíso                        | 11 | Manuel Muñoz Cornejo          | PCon    |
| Aconcagua Valparaíso                        | 12 | Eleodoro Guzmán Figueroa      | PR      |
| Aconcagua Valparaíso                        | 13 | Carlos Alberto Martínez       | PS      |
| Aconcagua Valparaíso                        | 14 | Pedro Poklepovic Novillo      | PL      |
| Aconcagua Valparaíso                        | 15 | Alfredo Cerda Jaraquemada     | PCon    |
| Santiago                                    | 16 | Eduardo Cruz-Coke Lassabe     | PCon    |
| Santiago                                    | 17 | Carlos Contreras Labarca      | PPN     |
| Santiago                                    | 18 | Gustavo Jirón Latapiat        | PR      |
| Santiago                                    | 19 | Horacio Walker Larraín        | PCon    |
| Santiago                                    | 20 | Marmaduke Grove Vallejo       | PSA     |
| O'Higgins Colchagua                         | 21 | Florencio Durán Bernales      | PR      |
| O'Higgins Colchagua                         | 22 | Diego Echenique Zegers        | PL      |
| O'Higgins Colchagua                         | 23 | Héctor Rodríguez de la Sotta  | PCon    |
| O'Higgins Colchagua                         | 24 | Ladislao Errázuriz Pereira    | PL      |
| O'Higgins Colchagua                         | 25 | Miguel Cruchaga Tocornal      | PCon    |
| Curicó Talca Linares Maule                  | 26 | Ulises Correa Correa          | PR      |
| Curicó Talca Linares Maule                  | 27 | Ernesto Cruz Concha           | PCon    |
| Curicó Talca Linares Maule                  | 28 | Maximiano Errázuriz Valdés    | PCon    |
| Curicó Talca Linares Maule                  | 29 | Pedro Opaso Letelier          | PL      |
| Curicó Talca Linares Maule                  | 30 | Arturo Alessandri Palma       | PL      |
| Ñuble Concepción Arauco                     | 31 | Fernando Aldunate Errázuriz   | PCon    |
| Ñuble Concepción Arauco                     | 32 | Salvador Ocampo Pastene       | PPN     |
| Ñuble Concepción Arauco                     | 33 | Gustavo Rivera Baeza          | PL      |
| Ñuble Concepción Arauco                     | 34 | Julio Eduardo Martínez Montt  | PDo     |
| Ñuble Concepción Arauco                     | 35 | Alberto Moller Bordeu         | PR      |
| Biobío Malleco Cautín                       | 36 | Rudecindo Ortega Mason        | PR      |
| Biobío Malleco Cautín                       | 37 | Jaime Larraín García-Moreno   | PA      |
| Biobío Malleco Cautín                       | 38 | Gregorio Amunátegui Jordán    | PL      |
| Biobío Malleco Cautín                       | 39 | Joaquín Prieto Concha         | PCon    |
| Biobío Malleco Cautín                       | 40 | Humberto del Pino Pereira     | PA      |
| Valdivia Llanquihue Chiloé Aysén Magallanes | 41 | Alfonso Bórquez Pérez         | PR      |
| Valdivia Llanquihue Chiloé Aysén Magallanes | 42 | Carlos Haverbeck Richter      | PL      |
| Valdivia Llanquihue Chiloé Aysén Magallanes | 43 | Alfredo Duhalde Vásquez       | PR      |
| Valdivia Llanquihue Chiloé Aysén Magallanes | 44 | Salvador Allende Gossens      | PS      |
| Valdivia Llanquihue Chiloé Aysén Magallanes | 45 | José Maza Fernández           | PL      |

#### Presidentes del Senado
| Inicio             | Término            | Presidente | Presidente              | Partido | Partido |
| ------------------ | ------------------ | ---------- | ----------------------- | ------- | ------- |
| 15 de mayo de 1945 | 15 de mayo de 1949 |            | Arturo Alessandri Palma |         | PL      |